# Wallace Reid
Wallace Reid (William Wallace Reid; San Luis, 15 de abril de 1891–Los Ángeles, 18 de enero de 1923) fue un actor estadounidense del cine mudo, a quien se presenta en la Motion Picture Magazine como el «más perfecto amante de la pantalla».

## Biografía
Nació en el seno de una familia ligada al mundo del espectáculo: su madre, Bertha Westbrook, era actriz; y su padre, Hal Reid, trabajó con éxito en varias obras teatrales, viajando por todo el país. Ya de niño, Wallace Reid actuaba en el teatro, aunque la actuación se postergó para darle educación en la Freehold Military School en Freehold, Nueva Jersey. Atleta bien dotado, Reid participó en numerosos deportes, a la vez que se interesaba por la música, aprendiendo piano, banjo, percusión y violín. Reid fue atraído por la incipiente industria cinematográfica gracias a su padre. En 1910, con 19 años, Wallace Reid apareció en su primera película, The Phoenix, una adaptación de una obra de Milton Nobles filmada en los Selig Polyscope Studios en Chicago. Enganchado al cine, Reid usó el guion de una obra de su padre y tanteó a los Estudios Vitagraph a la espera de conseguir una oportunidad para dirigir. En vez de ello, los ejecutivos de Vitagraph se fijaron en su atractivo físico, por lo que además de dejarle dirigir, le eligieron para interpretar un papel importante. Aunque el físico de Reid le hacía un perfecto "ídolo de matiné," también le satisfacía el trabajo tras las cámaras, por lo que a menudo ejerció como escritor, camarógrafo y director.

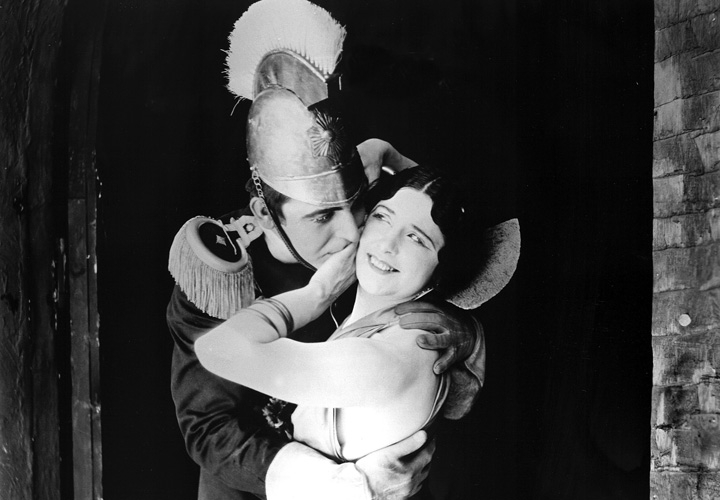
Wallace Reid y Geraldine Farrar en un fotograma de la película de 1915 Carmen, adaptación dirigida por Cecil B. DeMille de la ópera homónima de Bizet.

Reid apareció en varias películas con su padre y, al florecer su carrera, pronto actuó y dirigió para el magnate Allan Dwan. En 1913, mientras trabajaba para Universal Studios, Reid conoció y se casó con la actriz Dorothy Davenport (1895-1977). Actuó en El nacimiento de una nación (1915) e Intolerancia (1916), ambas dirigidas por David Wark Griffith, y trabajó junto a estrellas como Florence Turner, Gloria Swanson, Lillian Gish, Elsie Ferguson y Geraldine Farrar, y se convirtió en uno de los mayores "rompecorazones" de Hollywood.
Con experiencia en la creación de más de 100 cortos, Reid firmó para el productor Jesse L. Lasky y brillaría en otras 70 películas para la compañía de Lasky Famous Players, posteriormente llamada Paramount Pictures. El tono de esas películas puede asumirse por un comentario en el libro de Gilbreath y Carey Cheaper by the Dozen, sobre que un temerario 

"iba a morir con una sonrisa en los labios, como Wallace Reid".

Frecuentemente emparejado con la actriz Ann Little (1891–1984), su papel como un gallardo piloto de carreras en cintas de acción hizo que el público femenino acudiera a los cines para verle en títulos tales como The Roaring Road (1919), Double Speed (Relámpago) (1920), Excuse My Dust (El ciclón) (1920), y Too Much Speed (1921). 
Sin embargo, mientras trabajaba en Oregón en la película The Valley of the Giants (1919), Reid resultó herido en un accidente de tren y, para poder seguir la filmación, recibió morfina para paliar el dolor. La droga le produjo adicción, pero Reid siguió trabajando a un ritmo frenético en películas que le exigían cada vez más esfuerzo físico, y con una duración de las mismas que pasó a ser cercana a la hora. Su dependencia a la morfina se producía en una época en la que no existía asistencia correcta a los enfermos. A finales de 1922, su salud se había deteriorado y, tras haber contraído una gripe, cayó en un coma del cual nunca se recuperó.
Fallecido a los 31 años de edad, Reid fue enterrado en el cementerio Forest Lawn Memorial Park en Glendale, California.
A diferencia de la conducta autodestructiva de otras estrellas de la época como Barbara La Marr, Jack Pickford y Jeanne Eagels, cuyas muertes tuvieron su origen en el abuso de las drogas y/o el alcohol, el caso de Wallace Reid se debió a la ignorancia médica. Fue un hombre feliz, equilibrado, cercano a sus padres y amante de su mujer y sus hijos. Más allá de la admiración de los espectadores, Reid fue respetado por sus compañeros de profesión, así como por los ejecutivos de los estudios que le emplearon. Muertes como la suya eran casi siempre disimuladas por los estudios cinematográficos. Sin embargo, su viuda Dorothy Davenport coprodujo y apareció en Human Wreckage (1923), haciendo una gira nacional con la película a fin de exponer al público los peligros de la adicción a las drogas.
La contribución de Reid a la industria cinematográfica fue reconocida otorgándole una estrella en el Paseo de la Fama de Hollywood.

## Filmografía
- Indian Romeo and Juliet (1912)
- Jean Intervenes (1912)
- The Picture of Dorian Gray (1913)
- The Deerslayer (1913)
- Carmen (1915)
- Old Heidelberg (1915)
- El nacimiento de una nación (1915)
- Intolerancia (1916)
- Big Timber  (1917)
- The Prison Without Walls  (1917)
- The House of Silence (1918)
- Hawthorne of the USA (1919)
- Forever (1921)
- The Affairs of Anatol (El señorito primavera) (1921)
- Across the Continent (1922)